# Liste der denkmalgeschützten Objekte in Göfis
Die Liste der denkmalgeschützten Objekte in Göfis enthält die 10 denkmalgeschützten, unbeweglichen Objekte der Vorarlberger Gemeinde Göfis.

## Denkmäler
| Foto |                 | Denkmal                                                                                  | Standort                         | Beschreibung | Metadaten |
| ---- | --------------- | ---------------------------------------------------------------------------------------- | -------------------------------- | --- | --- |
| ja   | Datei hochladen | Ehem. Volksschule HERIS-ID: 56239 Objekt-ID: 65357                                       | Agasella 12 Standort KG: Göfis   | | BDA-Hist.: Q38070898 Status: § 2a Stand der BDA-Liste: 2025-06-30 Name: Ehem. Volksschule GstNr.: .143                                                                   |
| ja   | Datei hochladen | Kapelle hl. Sebastian HERIS-ID: 56363 Objekt-ID: 65720                                   | Kirchstraße 1 Standort KG: Göfis | Die Kapelle zum heiligen Sebastian wurde ursprünglich bereits 1429 geweiht. Um die Mitte des 17. Jahrhunderts wurde der langgestreckte Bau mit einer gemauerten Vorhalle erweitert. Der Nordturm mit Spitzhelm steht schräg zur Kirchenanlage. Die beiden Seitenaltäre im Inneren stammen aus der Zeit um 1650. | BDA-Hist.: Q38071684 Status: § 2a Stand der BDA-Liste: 2025-06-30 Name: Kapelle hl. Sebastian GstNr.: .4 Kapelle hl. Sebastian (Göfis)                                   |
| ja   | Datei hochladen | Gemeindeamt HERIS-ID: 82773 Objekt-ID: 96618                                             | Kirchstraße 2 Standort KG: Göfis | Das dreigeschoßige Gebäude mit Mansardendach diente einst als Pfarrhof. Später wurde es als Volksschule genützt; heute beherbergt es das Gemeindeamt. | BDA-Hist.: Q38179212 Status: § 2a Stand der BDA-Liste: 2025-06-30 Name: Gemeindeamt GstNr.: .5 Gemeindeamt Göfis                                                         |
| ja   | Datei hochladen | Pfarrhof HERIS-ID: 82772 Objekt-ID: 96617                                                | Kirchstraße 5 Standort KG: Göfis | Der neue Pfarrhof nördlich der Kirche wurde im Jahr 1879 erbaut. | BDA-Hist.: Q38179203 Status: § 2a Stand der BDA-Liste: 2025-06-30 Name: Pfarrhof GstNr.: .2/1 Pfarrhof (Göfis)                                                           |
| ja   | Datei hochladen | Frühmeßhaus HERIS-ID: 56237 Objekt-ID: 65354                                             | Kirchstraße 6 Standort KG: Göfis | Das Gebäude wurde im Jahr 1905 errichtet. | BDA-Hist.: Q38070889 Status: § 2a Stand der BDA-Liste: 2025-06-30 Name: Frühmeßhaus GstNr.: .340                                                                         |
| ja   | Datei hochladen | Kath. Pfarrkirche hl. Luzius (Langhaus und Nebenräume) HERIS-ID: 92780 Objekt-ID: 107744 | Kirchstraße 8 Standort KG: Göfis | Das unter einem Satteldach liegende Langhaus der Pfarrkirche Göfis wurde in den Jahren 1972 bis 1975 neu errichtet. Es ist in Höhe und Breite mehrfach gestaffelt und durch Betonstreben gegliedert. Innen befindet sich ein weiter Versammlungsraum mit teilweise holzverschalten Traversen und Pfeilern, der durch einen Spitzbogen mit dem Chor verbunden ist. In die ebenfalls holzverschalte Dachzone sind Lichtbänder integriert.                                                                                           | BDA-Hist.: Q24256711 Status: § 2a Stand der BDA-Liste: 2025-06-30 Name: Kath. Pfarrkirche hl. Luzius (Langhaus und Nebenräume) GstNr.: .1 Pfarrkirche Hl. Luzius (Göfis) |
| ja   | Datei hochladen | Kath. Pfarrkirche hl. Luzius (Chor und Turm) HERIS-ID: 33486 Objekt-ID: 31046            | Kirchstraße 8 Standort KG: Göfis | Beim Neubau der Göfiser Pfarrkirche in den 1970er Jahren wurden der 1826 umgestaltete Turm mit verjüngtem Obergeschoß, rundbogigen Schallöffnungen und flacher Kuppelhaube sowie der eingezogene gotische 5⁄8-Chor der 1506 geweihten Vorgängerkirche in die Planung einbezogen und erhalten. | BDA-Hist.: Q63986635 Status: Bescheid Stand der BDA-Liste: 2025-06-30 Name: Kath. Pfarrkirche hl. Luzius (Chor und Turm) GstNr.: .1 Pfarrkirche Hl. Luzius (Göfis)       |
| ja   | Datei hochladen | Wandgemälde in der Volksschule Kirchdorf in Göfis HERIS-ID: 22446 Objekt-ID: 18779       | Schulgasse 5 Standort KG: Göfis  | Das über das Erdgeschoß und zwei Stockwerke reichende Wandgemälde Tempora mutantur von Eugen Jussel im Treppenhaus der 1960 errichteten Schule zeigt von unten nach oben Elemente der europäischen Kulturgeschichte, von Funden der Altsteinzeit bis hin zu Symbolen der Antike, des Christentums und des humanistischen Bildungskanons. Bei einem Umbau der Schule ging durch das Einziehen zweier Stockwerksdecken die vom Künstler vorgesehenen Wirkung verloren, da eine Betrachtung als Gesamtwerk nicht mehr möglich ist.   | BDA-Hist.: Q37869517 Status: § 2a Stand der BDA-Liste: 2025-06-30 Name: Wandgemälde in der Volksschule Kirchdorf in Göfis GstNr.: 6/1 Volksschule Göfis                  |
| BW   | Datei hochladen | Burgruine Heidenburg HERIS-ID: 82775 Objekt-ID: 96620                                    | Standort KG: Göfis               | Die sogenannte Heidenburg wurde vermutlich im 12. Jahrhundert auf einem Höhenrücken östlich des Ortes errichtet. Von der mittelalterlichen Anlage sind nur Mauerreste erhalten. An diesem Ort und auf einer weiteren Kuppe knapp südlich ist eine Besiedlung bereits von der Bronzezeit bis in die römische Zeit archäologisch nachgewiesen. | BDA-Hist.: Q38179224 Status: § 2a Stand der BDA-Liste: 2025-06-30 Name: Burgruine Heidenburg GstNr.: 3377/1                                                              |
| ja   | Datei hochladen | Burgruine Sigberg HERIS-ID: 82776 Objekt-ID: 96621                                       | Standort KG: Göfis               | Die Burg Sigberg wurde im 13. Jahrhundert erstmals urkundlich erwähnt. Mitte des 14. Jahrhunderts war sie im Besitz des Grafen Rudolf III. von Montfort, der sie zerstören ließ, nachdem sich seine eigenen Untertanen, mit denen er sich in einem Konflikt befand, darin verschanzt hatten. Später wurde die Burg wieder aufgebaut, aber im Jahr 1435 von dem Schweizer Grafen Friedrich von Toggenburg erneut zerstört. Danach verfiel sie zusehends, sodass lediglich Reste des Bergfrieds und der Ringmauer erhalten blieben. | BDA-Hist.: Q1013992 Status: § 2a Stand der BDA-Liste: 2025-06-30 Name: Burgruine Sigberg GstNr.: 3029 Ruine Sigberg                                                      |